# Festuca idahoensis
Festuca idahoensis Elmer, 1903 è una specie erbacea appartenente alla famiglia delle Poaceae, originaria della parte occidentale dell'America settentrionale.